# Igreja de São Pedro ad Vincula (Coggeshall)

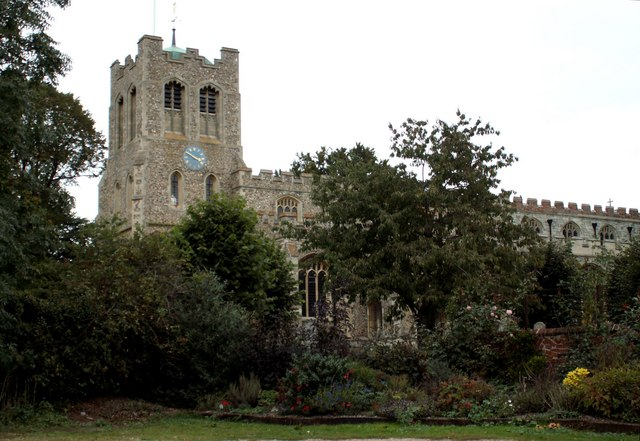
Igreja de São Pedro ad Vincula, Coggeshall, Essex

A Igreja de São Pedro ad Vincula ('São Pedro acorrentado') em Coggeshall, Essex, faz parte de um grupo de igrejas de grandes dimensões construídas após o sucesso do comércio de lã na área de East Anglia. É listada como Grau I.
Quando a igreja próxima em Marks Hall foi demolida em 1933, alguns objectos foram transferidos para esta igreja, incluindo o monumento a Mary Honywood que agora está na sacristia. Ela foi celebrada por ter 367 descendentes vivos na época da sua morte.